# Stanisław Borowski (zm. 1691)
Stanisław Borowski herbu Lubicz (zm. w 1691) – łowczy lubelski w latach 1667-1689.
Był elektorem Michała Korybuta Wiśniowieckiego z województwa lubelskiego w 1669 roku.